# Svenska mästerskapen i kortbanesimning 1961
Svenska mästerskapen i kortbanesimning 1961, "Inomhus-SM", avgjordes i Strömbadet, Gävle den 25-26 mars 1961. Det var den nionde upplagan av kortbane-SM.

## Medaljsummering

### Herrar
| Gren              | Guld                                                                  | Guld                                                                  | Silver                                                             | Silver                                                             | Brons                                                          | Brons                                                          |
| 200 m frisim      | Lars-Erik Bengtsson 2.07,3                                            | SK Neptun                                                             | Sven-Göran Johansson 2.08,9                                        | Västerås SS                                                        | Bengt Nordvall 2.09,3                                          | SK Neptun                                                      |
| 800 m frisim      | Sten Ekman 9.27,9                                                     | Tunafors SK                                                           | Jan Lundin 9.40,3                                                  | Stockholmspolisens IF                                              | Håkan Bengtsson 10.02,3                                        | Stockholmspolisens IF                                          |
| 100 m fjärilsim   | Håkan Bengtsson 1.04,1                                                | Stockholmspolisens IF                                                 | Jan Andersson 1.06,1                                               | IK Attack                                                          | Lars-Erik Bengtsson 1.07,5                                     | SK Neptun                                                      |
| 100 m ryggsim     | Bengt-Olov Almstedt 1.04,4                                            | Örebro SS                                                             | Kjell Stenström 1.06,4                                             | SK Poseidon                                                        | Nils Öberg 1.08,2                                              | Sundsvalls SS                                                  |
| 200 m bröstsim    | Tommie Lindström 2.39,8                                               | Stockholmspolisens IF                                                 | Roland Lundin 2.41,6                                               | SK Ran                                                             | Berndt Nilsson 2.41,7                                          | Göteborgs KK                                                   |
| 4x100 m frisim    | SK Neptun 3.52,7                                                      | SK Neptun 3.52,7                                                      | Skellefteå-Rönnskärs SK 3.59,2                                     | Skellefteå-Rönnskärs SK 3.59,2                                     | Stockholmspolisens IF 4.01,8                                   | Stockholmspolisens IF 4.01,8                                   |
| 4x100 m frisim    | Per-Ola Lindberg Per-Olof Ericsson Lars-Erik Bengtsson Bengt Nordvall | Per-Ola Lindberg Per-Olof Ericsson Lars-Erik Bengtsson Bengt Nordvall | Gunnar Bergengren Kurt Furberg Bengt Furberg Peter Bergengren      | Gunnar Bergengren Kurt Furberg Bengt Furberg Peter Bergengren      | Jan Lundin Olle Jeising Runo Romell Håkan Bengtsson            | Jan Lundin Olle Jeising Runo Romell Håkan Bengtsson            |
| 4x100 m fjärilsim | Stockholmspolisens IF 4.33,1                                          | Stockholmspolisens IF 4.33,1                                          | SK Poseidon 4.35,6                                                 | SK Poseidon 4.35,6                                                 | Skellefteå-Rönnskärs SK 4.39,1                                 | Skellefteå-Rönnskärs SK 4.39,1                                 |
| 4x100 m fjärilsim | Bo Hansson Jan Lindroth Jan Lundin Håkan Bengtsson                    | Bo Hansson Jan Lindroth Jan Lundin Håkan Bengtsson                    | Knut Leijon Per-Olle Paulsson Kjell Stenström Hans-Erik Malmberg   | Knut Leijon Per-Olle Paulsson Kjell Stenström Hans-Erik Malmberg   | Lars Norén Kurt Furberg Bengt Furberg Peter Bergengren         | Lars Norén Kurt Furberg Bengt Furberg Peter Bergengren         |
| 4x100 m ryggsim   | Skellefteå-Rönnskärs SK 4.41,2                                        | Skellefteå-Rönnskärs SK 4.41,2                                        | Tunafors SK 4.42,0                                                 | Tunafors SK 4.42,0                                                 | SK Neptun 4.43,1                                               | SK Neptun 4.43,1                                               |
| 4x100 m ryggsim   | Gunnar Bergengren Torsten Born Bengt Furberg Peter Bergengren         | Gunnar Bergengren Torsten Born Bengt Furberg Peter Bergengren         | Gunnar Karlsson Runar Svensson Sten Ekman Hans Andersson           | Gunnar Karlsson Runar Svensson Sten Ekman Hans Andersson           | Per-Olof Ericsson Bengt Nordvall Christer Sylwin Leif Wolmsten | Per-Olof Ericsson Bengt Nordvall Christer Sylwin Leif Wolmsten |
| 4x100 m bröstsim  | Stockholmspolisens IF 5.04,9                                          | Stockholmspolisens IF 5.04,9                                          | Jönköpings SLS 5.14,5                                              | Jönköpings SLS 5.14,5                                              | Göteborgs KK 5.18,3                                            | Göteborgs KK 5.18,3                                            |
| 4x100 m bröstsim  | Tommie Lindström Hans Bolkéus Jonnie Lindström Lennart Fröstad        | Tommie Lindström Hans Bolkéus Jonnie Lindström Lennart Fröstad        | Johannes Jörhult Anders Pettersson Christer Junefelt Rolf Junefelt | Johannes Jörhult Anders Pettersson Christer Junefelt Rolf Junefelt | Göte Johansson Lazlo Gagyi Bertil Berndtsson Berndt Nilsson    | Göte Johansson Lazlo Gagyi Bertil Berndtsson Berndt Nilsson    |

### Damer
| Gren              | Guld                                                                | Guld                                                                | Silver                                                                    | Silver                                                                    | Brons                                                                        | Brons                                                                        |
| 200 m frisim      | Jane Cederqvist 2.22,1                                              | SK Neptun                                                           | Bibbi Segerström 2.24,1                                                   | SK Neptun                                                                 | Karin Larsson 2.24,2                                                         | SK Ran                                                                       |
| 800 m frisim      | Jane Cederqvist 9.49,7                                              | SK Neptun                                                           | Margareta Rylander 10.17,4                                                | SK Neptun                                                                 | Elisabeth Ljungren 10.20,8                                                   | SK Neptun                                                                    |
| 100 m fjärilsim   | Karin Stenbäck 1.13,0                                               | SK Neptun                                                           | Kristina Larsson 1.13,4                                                   | SK Ran                                                                    | Karin Larsson 1.15,8                                                         | SK Ran                                                                       |
| 200 m ryggsim     | Bibbi Segerström 2.35,8                                             | SK Neptun                                                           | Gull-Britt Jönsson 2.40,9                                                 | SK Poseidon                                                               | Birgitta Fribergh 2.41,8                                                     | SK Neptun                                                                    |
| 200 m bröstsim    | Christina Olsson 2.58,3                                             | Limhamns SS                                                         | Barbro Eriksson 2.59,3                                                    | Nyköpings SS                                                              | Ann-Christine Ramberg 3.01,4                                                 | Avesta SS                                                                    |
| 4x100 m frisim    | SK Neptun 4.34,0                                                    | SK Neptun 4.34,0                                                    | SK Najaden 4.36,9                                                         | SK Najaden 4.36,9                                                         | SK Poseidon 4.37,7                                                           | SK Poseidon 4.37,7                                                           |
| 4x100 m frisim    | Margareta Rylander Jane Cederqvist Karin Stenbäck Bibbi Segerström  | Margareta Rylander Jane Cederqvist Karin Stenbäck Bibbi Segerström  | Eva Söderberg Barbro Wallin Ingegärd Lilja Ann-Charlotte Lilja            | Eva Söderberg Barbro Wallin Ingegärd Lilja Ann-Charlotte Lilja            | Gullbritt Jönsson Marianna Lejman Lena Norgren Karin Grubb                   | Gullbritt Jönsson Marianna Lejman Lena Norgren Karin Grubb                   |
| 4x100 m fjärilsim | SK Ran 5.15,4                                                       | SK Ran 5.15,4                                                       | SK Neptun 5.16,4                                                          | SK Neptun 5.16,4                                                          | Malmö SS 5.26,2                                                              | Malmö SS 5.26,2                                                              |
| 4x100 m fjärilsim | Barbro Andersson Karin Larsson Nin Persson Kristina Larsson         | Barbro Andersson Karin Larsson Nin Persson Kristina Larsson         | Ulla Jacobsson Birgitta Lundquist Jane Cederqvist Karin Stenbäck          | Ulla Jacobsson Birgitta Lundquist Jane Cederqvist Karin Stenbäck          | Ulla Thorn-Johnsson Anita Warnholtz Ulla-Christina Lindsjö Marianne Sjöström | Ulla Thorn-Johnsson Anita Warnholtz Ulla-Christina Lindsjö Marianne Sjöström |
| 4x100 m ryggsim   | SK Neptun 5.07,3                                                    | SK Neptun 5.07,3                                                    | Malmö SS 5.20,3                                                           | Malmö SS 5.20,3                                                           | SK Poseidon 5.21,8                                                           | SK Poseidon 5.21,8                                                           |
| 4x100 m ryggsim   | Birgitta Fribergh Margit Öhman Monica Öberg Bibbi Segerström        | Birgitta Fribergh Margit Öhman Monica Öberg Bibbi Segerström        | Marianne Stridh Ulla Thorn-Johnsson Ulla-Christina Lindsjö Eva Nordin     | Marianne Stridh Ulla Thorn-Johnsson Ulla-Christina Lindsjö Eva Nordin     | Gullbritt Jönsson Eva Schalén Eva-Marie Widmark Karin Grubb                  | Gullbritt Jönsson Eva Schalén Eva-Marie Widmark Karin Grubb                  |
| 4x100 m bröstsim  | Nyköpings SS 5.49,6                                                 | Nyköpings SS 5.49,6                                                 | SK Neptun 5.56,4                                                          | SK Neptun 5.56,4                                                          | Malmö SS 5.56,8                                                              | Malmö SS 5.56,8                                                              |
| 4x100 m bröstsim  | Lisbeth Jansson Kristina Kallerhult Maud Gustavsson Barbro Eriksson | Lisbeth Jansson Kristina Kallerhult Maud Gustavsson Barbro Eriksson | Helen Nordensson Margreta Winquist Elisabeth Ljunggren Marianne Johansson | Helen Nordensson Margreta Winquist Elisabeth Ljunggren Marianne Johansson | Marianne Sjöström Ewy Sätherström Eva Palm Ulla-Christina Lindsjö            | Marianne Sjöström Ewy Sätherström Eva Palm Ulla-Christina Lindsjö            |